# آلامو (فیلم ۲۰۰۴)
آلامو (انگلیسی: The Alamo) فیلمی در ژانر درام و وسترن به کارگردانی جان لی هنکاک است که در سال ۲۰۰۴ منتشر شد.

## خلاصه
در سال 1836 ، ژنرال “سانتا آنا” به همراه ارتش مکزیک در تگزاس پیشروی می کنند و برای متوقف کردن او ، ژنرال “سم هوستون” باید زمان کافی داشته باشد تا بتواند ارتش خود را نظم دهد. به همین دلیل برای بدست آوردن این زمان ، به کُلُنل “ویلیام تراویس” دستور می دهد تا به ماموریتی کوچک برای بستن راه ارتش مکزیک برود ...

## بازیگران
- دنیس کواید
- بیلی باب تورنتون
- جیسون پاتریک
- پاتریک ویلسون
- جوردی مویا
- برندن مایکل اسمیت
- امیلی دشانل